# Luigi Arditi
Luigi Arditi (16 de julho 1822 – 1 de maio 1903) foi um compositor, maestro e violinista italiano.
Arditi nasceu em Crescentino, Piemonte (Italia). Começou sua carreira musical como violinista e estudou música no Conservatório de Milão. Estreou em 1843 como diretor em Vercelli, e lá se tornou membro honorário da Academia Filarmônica. Arditi conduziu diversas óperas pela Itália e em 1846 já alcançava lugares tão distantes como Havana em Cuba (lá conheceu Giovanni Bottesini). Logo após foi para os Estados Unidos, onde permaneceu por um tempo conduzindo óperas em Nova Iorque, Filadélfia e em outras cidades pela Companhia Italiana Real de Ópera. Também conduziu na Alemanha e em outras grandes cidades europeias como São Petersburgo, Viena e Madri. Em 1885 foi para a Inglaterra, conduzindo no Royal Opera House e em vários outros prestigiosos teatros. Morreu em Hove, cidade próxima a Brighton (Inglaterra).
Suas óperas mais conhecidas são: I Briganti, II Corsaro, e La Spia. Também escreveu diversas canções e valsas, a mais conhecida é "Il Bacio" (O Beijo), "Le TortorelIe", "Se Seran Rose", e "Parla Waltz". O Inno Turco (1856) escrito para o sultão Abdul Mejide I com texto em turco otomano foi cantado em Londres na visita do sultão Abdulazize no Crystal Palace por um coral britânico em Julho de 1867. Em 2005, a gravadora Brilliant Classics lançou uma gravação de Inno Turco com a Orquestra Sinfônica de Praga e o Coral Filarmônico.